# David Dunlap
David Coombs Dunlap (19 novembre 1910 – 16 dicembre 1994) è stato un canottiere statunitense.

## Palmarès

### Olimpiadi
- 1 medaglia:
  - 1 oro (Los Angeles 1932 nell'otto)